# Andreas Malm
Andreas Malm (1976 o 1977) es un sueco autor y profesor asociado de ecología humana en la Universidad de Lund. Forma parte del consejo editorial de la revista académica Historical Materialism, y ha sido descrito como un marxista. Naomi Klein, que citó a Malm en su libro Esto lo cambia todo, lo ha llamado "uno de los pensadores más originales sobre el tema" del cambio climático.

## Carrera
En 2010, Malm se unió al Socialistiska Partiet (Socialistiska partiet)]; había estado en contacto con el partido desde que asistió a un campamento de verano que organizó en 1997.
En 2014, Malm defendió con éxito su tesis Capital fósil: el auge del vapor -El poder en la industria algodonera británica, c. 1825-1848, y las raíces del calentamiento global, y obtuvo un PhD de la Universidad de Lund. Publicó una versión reelaborada de su tesis como Fossil Capital, publicada por Verso Books.
En una conferencia sobre la resistencia palestina en la Universidad de Estocolmo en diciembre de 2023, Andreas Malm celebró la "heroica resistencia armada en Gaza". Expresó así su "asombro" y sus "lágrimas de alegría" tras los Ataques de Hamás contra Israel el 7 de octubre de 2023.
Malm es autor de varios libros y colaborador de la revista Jacobin. En su libro Cómo hacer estallar un oleoducto: aprender a luchar en un mundo en llamas, publicado en 2021, argumentó que el sabotaje y los daños a la propiedad son componentes lógicos del movimiento contra el cambio climático causado por el hombre. El libro fue adaptado en la película narrativa de 2022 Cómo hacer estallar un oleoducto (película).
En The Guardian, Brett Christophers escribió que la investigación de Malm sugiere que los fabricantes durante la Revolución Industrial cambiaron de la energía hidráulica al vapor no porque el vapor fuera más barato, sino porque era más rentable. En particular, el vapor permitió que los motores primarios estuvieran cerca de mano de obra barata en lugar de estar limitados a vías fluviales adecuadas.
En septiembre de 2021, Malm fue invitado a The New Yorker Radio Hour, donde se hizo eco de la afirmación central de Cómo hacer estallar un oleoducto al defender que el movimiento climático utilice el sabotaje como táctica y adopte una diversidad de tácticas.

## Obras
- Irán al borde del abismo: aumento de los trabajadores y amenazas de guerra, escrito con Shora Esmailian, publicado en 2007 por Pluto Press[19]
- Capital fósil: el auge de la energía a vapor y las raíces del calentamiento global, publicado en 2016 por Verso Books y galardonado con el Premio Deutscher Memorial[10][20]
- El progreso de esta tormenta: Naturaleza y sociedad en un mundo en calentamiento, publicado en 2017 por Verso Books[21]
- Corona, clima, emergencia crónica: comunismo de guerra en el siglo XXI, publicado en 2020 por Verso Books[22]
- Cómo hacer estallar un oleoducto: aprender a luchar en un mundo en llamas, publicado en 2021 por Verso Books[23]
- Piel blanca, combustible negro: Sobre el peligro del fascismo fósil, escrito con The Zetkin Collective, publicado en 2021 por Verso Books[24]
- El calor prolongado: Política climática cuando ya es demasiado tarde, publicado en 2025 por Verso Books.
- La destrucción de Palestina es la destrucción de la Tierra, publicado en 2025 por Verso Books.[25]